# منتخب كاليدونيا الجديدة للكريكت
منتخب كاليدونيا الجديدة للكريكت هو ممثل كاليدونيا الجديدة الرسمي في المنافسات الدولية في الكريكت .